# Desa Gemarang (administrativ by i Indonesien, lat -7,64, long 111,76)
Desa Gemarang är en administrativ by i Indonesien.   Den ligger i provinsen Jawa Timur, i den västra delen av landet, 600 km öster om huvudstaden Jakarta.